# Záboří (okres Strakonice)
Obec Záboří se nachází v okrese Strakonice v Jihočeském kraji. Žije zde 340 obyvatel.

## Historie
První písemná zmínka o vesnici pochází z roku 1298.
V letech 1960–1990 k obci patřilo Katovsko a od 1. dubna 1976 do 30. června 1990 také Čečelovice.

## Přírodní poměry
Jižně od vesnice začíná u Velkého rybníka Brložský potok.

## Společnost

### Školství
Škola v Záboří stávala již v 17. století. Je známa učitelská přísaha z roku 1642 i jména učitelů, kteří v Záboří pracovali v letech 1654–1829. Starou školou byl dřevěný domek, který stával na jižním svahu pod kostelem nedaleko staré tvrze. Někdy na konci 18. století ho zničil požár, který zničil i nedalekou zvonici. Místo budovy vznikly zahrady a patron školy pro ni zakoupil novou budovu – domek č. 33, kde upravil učebnu a byt pro učitele. V roce 1826 se od školy odtrhly Lažany Enisovy, Milčice a Doubravice, které si zřídily vlastní školu. V roce 1829 zemřel učitel Josef Brož, kterého vystřídal Josef Houra. V roce 1834 byla škola rozšířena o druhou třídu, který byla zřízena v panském špýcharu, staré tvrzi a učilo se v ní až do roku 1861. Školním pomocníkem, který učil ve druhé třídě se stal učitelův syn Josef Houra, který se stal po otci učitelem. Za něj působili při škole učitelé Václav Hrdlička (1836–1843) a František Pobuda (1843–1849). Když Pobuda odešel, Houra po dalších deset let nepřijal nového učitele, dokud jeho syn Ignác Houra nedostudoval učitelský ústav v Praze. Ten se pak v roce 1859 stal otcovým pomocníkem a po jeho odchodu do výslužby v roce 1866 se stal učitelem. V roce 1859 se hrabě Karel z Linkeru a Lutzenwicku jako patron školy rozhodl ke stavbě nové školní budovy. Ta byla vysvěcena 13. října 1861 P. Vincencem Ulrichem, biskupským vikářem a farářem z Březnice a ihned se v ní začalo vyučovat. V nové budově byly i byty učitele a pomocníka. Ignác Houra se dle nových školních zákonů stal řídícím učitelem. Škola byla v roce 1871 rozšířena o třetí třídu, která byla zřízena z bytu druhého učitele. Když v roce 1883 přibyla čtvrtá třída, byla škola přestavěna. Z bytu řídícího učitele byla zřízena jedna třída, nově byla zřízena další třída a byt řídícího učitele byl nově upraven. Roku 1880 bylo zavedeno vyučování ženských ručních prací. Ignác Houra založil roku 1884 školní pamětní knihu. Po roce 1901 se od školy odtrhly Čečelovice a Slivonice, které si zřídily vlastní školy. Tím škole ubylo žáků a škola se zmenšila na trojtřídní. Do školy poté chodily děti ze Záboří, Bratronic, Jindřichovic, Lažánek, Mračova a ze samot Chvalova, Rošic a mlýna Kuše. V roce 1913 chodilo do školy 211 dětí – 95 chlapců a 116 dívek.
Poslední velké přestavby se škola dočkala v roce 1853. I přes tyto úpravy, škola kapacitně nestačila, a proto se až do roku 1969 učilo i na faře. Dne 1. září 1969 byl škole slavnostně předán nový pavilon, který později začal sloužit jako mateřská školka, školní družina, dílna a kuchyňka. Protože škola neměla vlastní tělocvičnu, byla v únoru 1976 otevřena sportovní hala. Škole ovšem chyběla i jídelna, takže se žáci museli stravovat mimo budovu. Nevyhovující hygienické podmínky a nedostatečná kapacita vedly ke stavbě nové budovy v těsné blízkosti sportovní haly. Práce započaly v roce 1985, načež byla nová budova slavnostně otevřena 4. listopadu 1988. O tři roky později byla zkolaudována nová školní jídelna a všechny tři budovy byly navzájem propojeny. Ve školním roce 2004/2005 došlo ke sloučení 1. a 3. a 2. a 4. třídy kvůli nedostatku žáků. Školu navštěvují v 7. ročnících žáci ze Záboří, Bratronic, Doubravice, Nahošína, Zadních Zborovic, Mečichova, Hlupína, Čečelovic, Slivonic, Lažánek a Blatné. V roce 2021 v ZŠ a MŠ Záboří působí 10 pedagogických a 6 hospodářských pracovníků.

## Pamětihodnosti
- Kostel svatého Petra a Pavla
- Fara
- V sousedství kostela a fary stojí zábořská tvrz založená už ve třináctém století. Od počátku čtrnáctého století sloužila jako panské sídlo a ve druhé polovině sedmnáctého století byla spolu s vesnicí připojena k panství Lnáře. Později vyhořela a byla upravena na sýpku.[4]

## Galerie

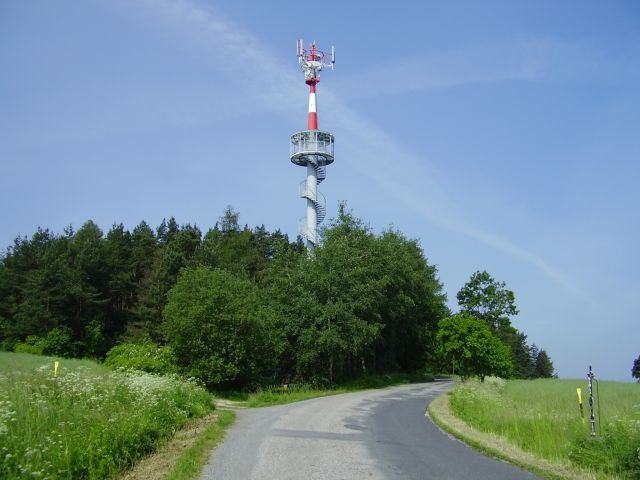
Rozhledna Pětnice u Záboří na vrchu Volyně
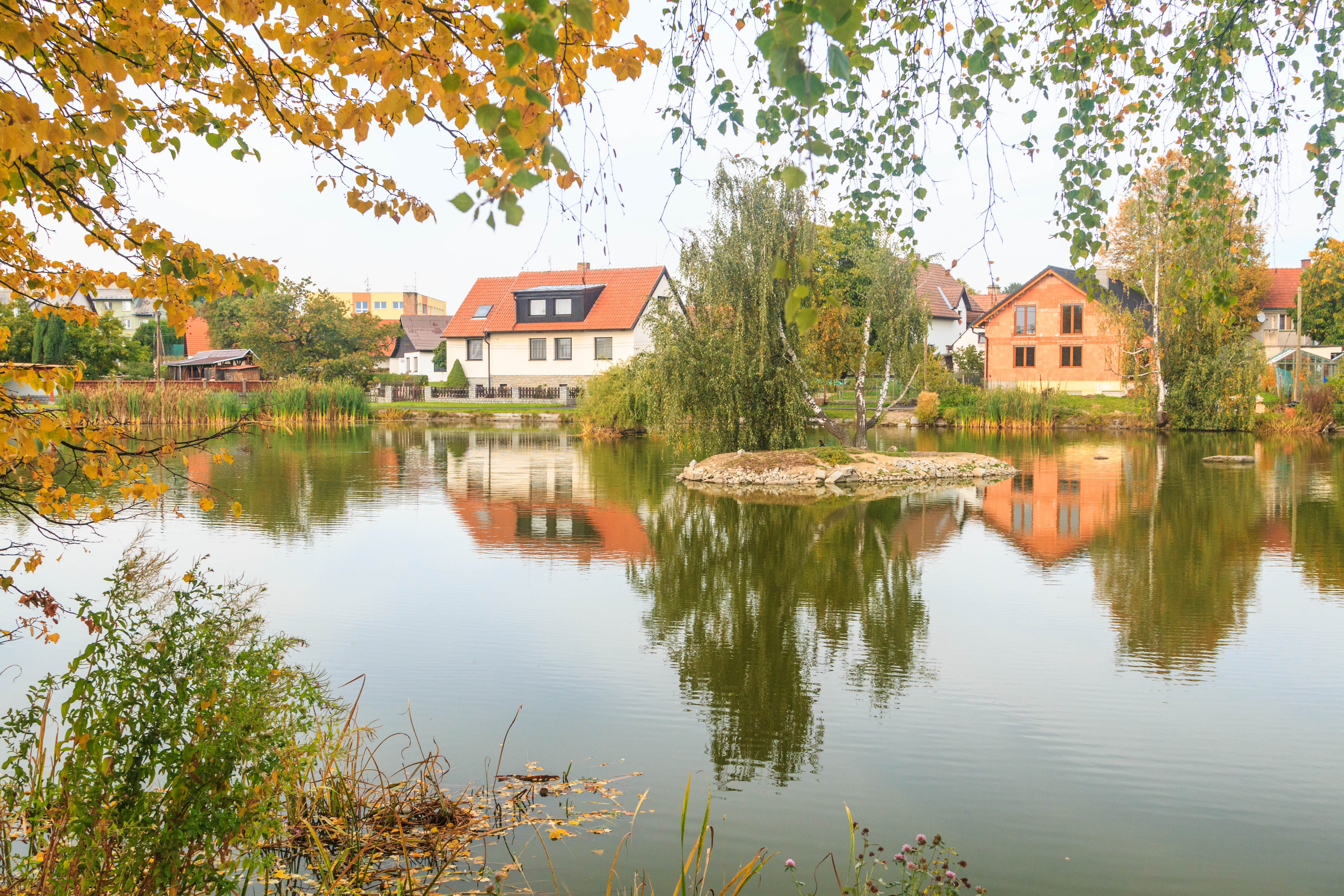
Rybník Pátek
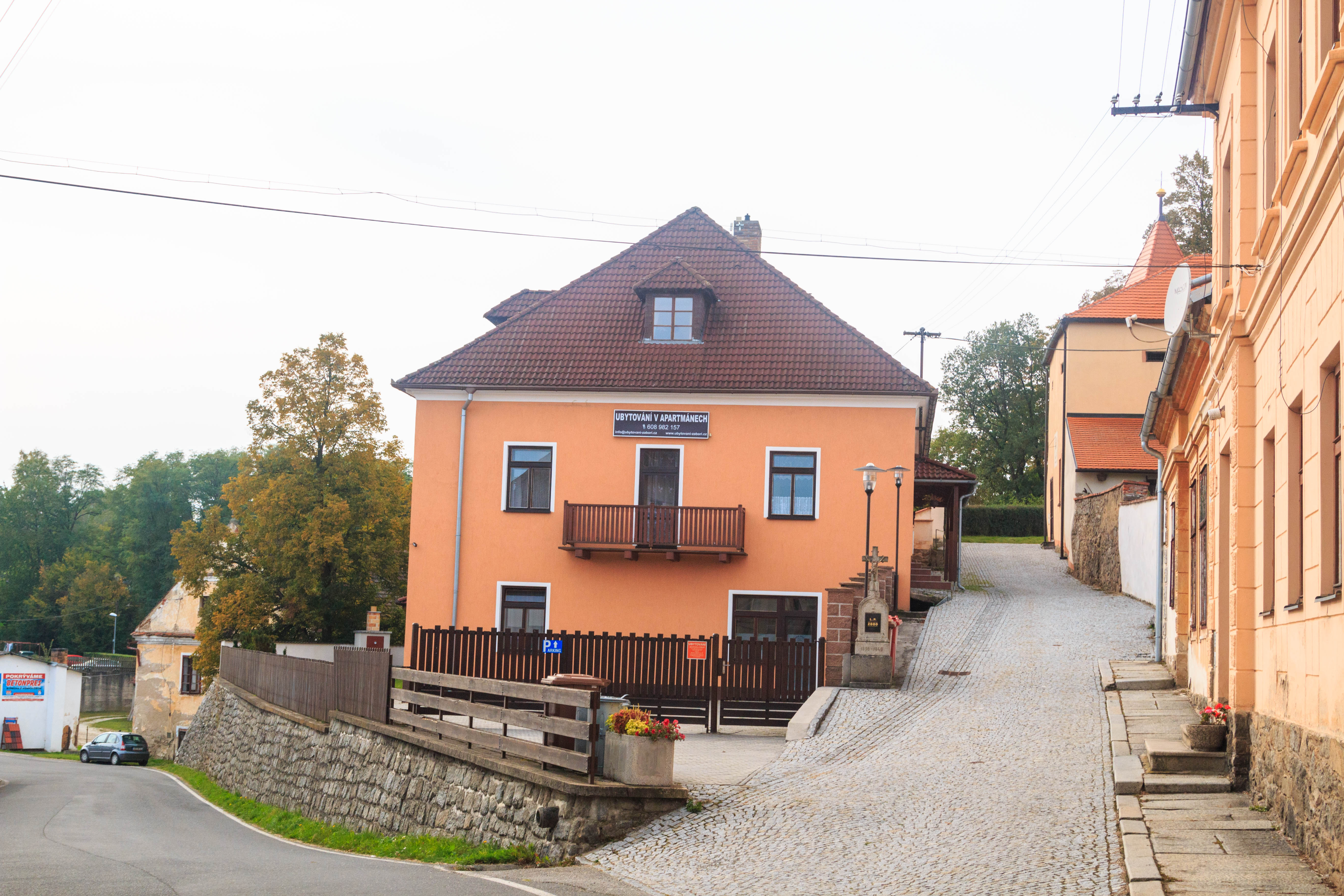
Penzion Stará škola
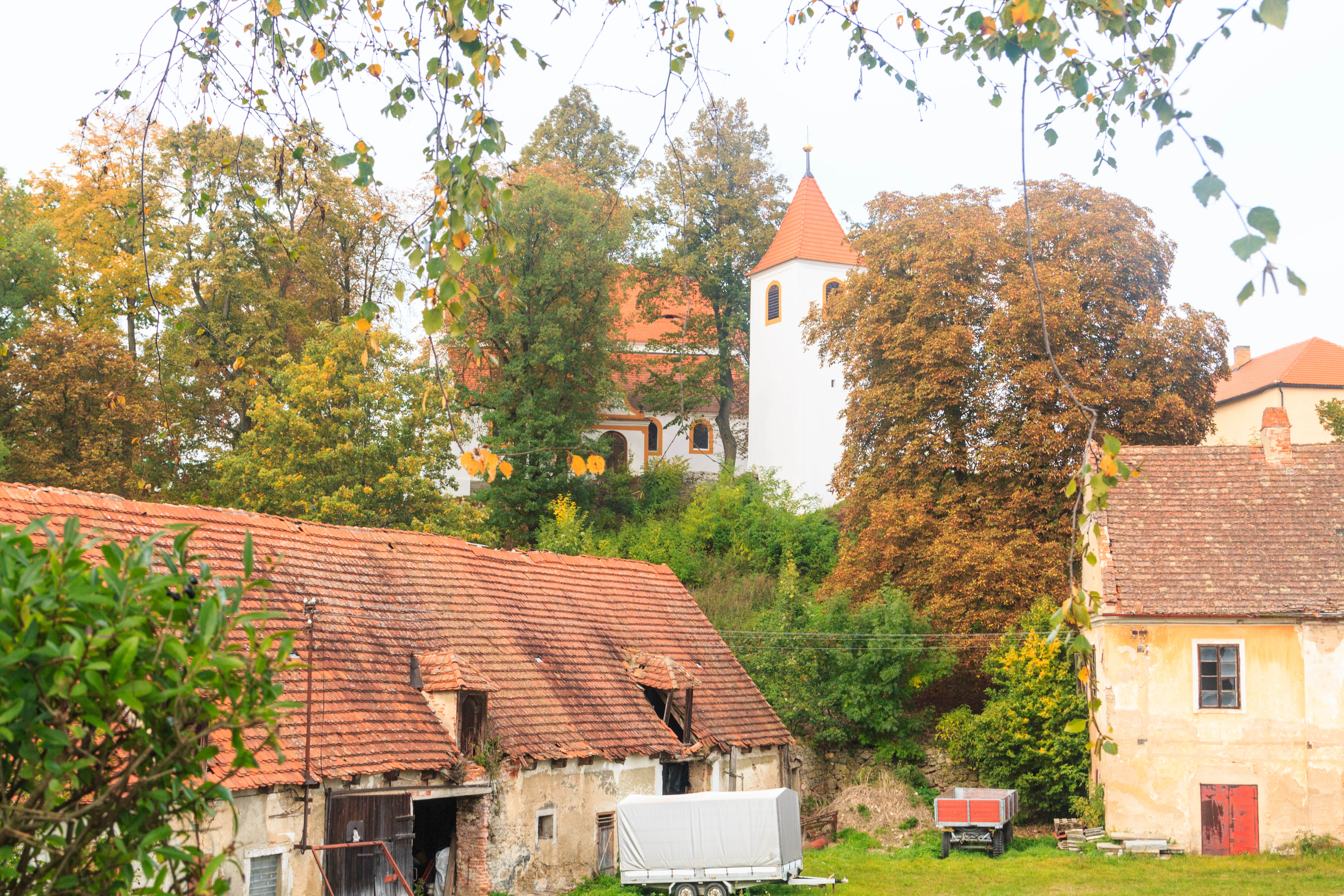
Kostel svatých Petra a Pavla